# Moskenes
Moskenes es un municipio en el condado de Nordland, Noruega. El municipio comprende la parte del sur de la isla de Moskenesøya, en el distrito tradicional de Lofoten. El centro administrativo del municipio es el pueblo de Reine. Otros pueblos incluyen Sørvågen, Hamnøy y Å.
El municipio es el 367.º más grande por área de los 422 municipios en Noruega, con 119 km². Moskenes es el 390.º municipio más poblado de Noruega con 1.073 habitantes. La densidad de población del municipio es de 9.7 habitantes por km² y su población ha descendido un 7.2% en la última década.

## Información general
El municipio se estableció el 1 de julio de 1916 cuando se separó la parte sur del municipio de Flakstad para convertirse en Moskenes. Inicialmente, Moskenes tuvo una población de 1.306 habitantes.
El 1 de enero de 1964, se volvieron a unir los municipios de Flakstad y Moskenes, esta vez bajo el nombre de "Moskenes". Antes de la fusión, Moskenes tuvo 2.001 residentes pero después aumentó hasta los 4.068 habitantes. Este municipio nuevo no duró mucho porque el 1 de enero de 1976, Flakstad se separó otra vez para formar de nuevo un municipio separado. Esto dejó a Moskenes con 1.705 residentes.

### Nombre
El municipio (originalmente el parroquial) se nombró por la vieja granja Moskenes, "Muskenes" en 1567, ya que la primera iglesia fue construida allí. El primer elemento probablemente deriva de la palabra mosk/musk que significa "espray de mar" y el último elemento es nes que significa "cabeza de tierra". (Véase también Moskenstraumen).

### Escudo de armas

Escudo de Moskenes

El escudo de armas es de época reciente, se concedió el 12 de septiembre de 1986. El escudo muestra una espiral de vórtice blanca en un fondo azul. Los vórtices o remolinos, como los de Moskenstraumen, aparecen en el canal justo al sur de la isla de Moskenes cuándo la marea sube, haciéndolo un canal peligroso.

### Iglesias
La Iglesia de Noruega tiene una parroquia (sokn) dentro del municipio de Moskenes. Es parte del Lofoten prosti (arcipreste) en la Diócesis de Sør-Hålogaland.
| Parroquia (Sokn) | Nombre de la iglesia | Ubicación de la Iglesia | Año de construcción |
| ---------------- | -------------------- | ----------------------- | ------------------- |
| Moskenes         | Moskenes Iglesia     | Moskenes                | 1819                |
| Moskenes         | Reine Iglesia        | Reine                   | 1890                |

## Atracciones
Moskenes está entre los municipios más escénicos de toda Noruega, y los pintorescos pueblos de pesca de Hamnøy, Reine, Sørvågen, Moskenes, Å, y Tind tienen un dramático fondo de cumbres dentadas que crecen por encima del Vestfjorden. El histórico faro de Glåpen está localizado justo al este de Sørvågen.
Entre Lofotodden, el extremo suroeste de la sierra de Lofoten, y la isla de Mosken, está la corriente de Moskenstraumen, proveniente del efecto de las mareas. Esto es más conocido internacionalmente como el Maelstrom, temido por todos los marineros. En la aislada costa noroeste de la isla, también hay interesantes pinturas rupestres de la Edad de Piedra. La montaña más alta es Hermannsdalstinden con 1.029 metros de altura.

## Gobierno
Todos los municipios de Noruega, incluyendo Moskenes, son responsables de la educación primaria (a través del 10.º grado), servicios de salud, servicios de la tercera edad, paro y otros servicios sociales, zonificación, desarrollo económico, y de las carreteras municipales. El municipio está gobernado por un consejo municipal de representantes elegidos, los cuales eligen un alcalde.

### Consejo municipal
El consejo municipal (Kommunestyre) de Moskenes está compuesto por once representantes elegidos cada cuatro años. En las elecciones de 2015 salió el siguiente resultado: 3 representantes para el Partido Laborista Noruego, 2 para el Partido Conservador, 1 para el Partido de la Izquierda Socialista y 5 miembros de las listas locales.

## Geografía
Moskenes tiene un clima subártico (según la clasificación climática de Köppen). El municipio de Moskenes se encuentra cerca del extremo sur del archipiélago de Lofoten, en la parte sur de la isla de Moskenesøya. El Vestfjorden se ubica al este, el estrecho de Moskenstraumen al sur, y el Mar de noruega al oeste. El municipio de Flakstad se halla al norte (en la parte norte de la isla) y el municipio de Værøy está aproximadamente 20 kilómetros al sur.

## Clima
| Parámetros climáticos promedio de Reine    | Parámetros climáticos promedio de Reine | Parámetros climáticos promedio de Reine | Parámetros climáticos promedio de Reine | Parámetros climáticos promedio de Reine | Parámetros climáticos promedio de Reine | Parámetros climáticos promedio de Reine | Parámetros climáticos promedio de Reine | Parámetros climáticos promedio de Reine | Parámetros climáticos promedio de Reine | Parámetros climáticos promedio de Reine | Parámetros climáticos promedio de Reine | Parámetros climáticos promedio de Reine | Parámetros climáticos promedio de Reine |
| Mes                                        | Ene.                                    | Feb.                                    | Mar.                                    | Abr.                                    | May.                                    | Jun.                                    | Jul.                                    | Ago.                                    | Sep.                                    | Oct.                                    | Nov.                                    | Dic.                                    | Anual                                   |
| ------------------------------------------ | --------------------------------------- | --------------------------------------- | --------------------------------------- | --------------------------------------- | --------------------------------------- | --------------------------------------- | --------------------------------------- | --------------------------------------- | --------------------------------------- | --------------------------------------- | --------------------------------------- | --------------------------------------- | --------------------------------------- |
| Temp. media (°C)                           | -0.3                                    | -0.5                                    | 0.2                                     | 2.2                                     | 6.2                                     | 9.3                                     | 11.7                                    | 11.8                                    | 8.5                                     | 5.8                                     | 2.6                                     | 0.5                                     | 4.8                                     |
| Precipitación total (mm)                   | 240                                     | 207                                     | 183                                     | 145                                     | 89                                      | 93                                      | 121                                     | 140                                     | 228                                     | 322                                     | 244                                     | 273                                     | 2285                                    |
| Días de precipitaciones (≥ 1 mm)           | 19.6                                    | 17.8                                    | 16.6                                    | 16.2                                    | 12.6                                    | 11.5                                    | 12.8                                    | 13.9                                    | 19.0                                    | 21.3                                    | 20.5                                    | 21.8                                    | 203.6                                   |
| Fuente: Norwegian Meteorological Institute |                                         |                                         |                                         |                                         |                                         |                                         |                                         |                                         |                                         |                                         |                                         |                                         |                                         |

## Residentes notables
- Hans Erik Dyvik Husby, músico.
- Birger Eriksen, comandante en Oscarsborg, y responsable del hundimiento del Blücher, el barco alemán encabezado hacia Oslo en la noche entre el 8 y el 9 de abril de 1940.

## Galería

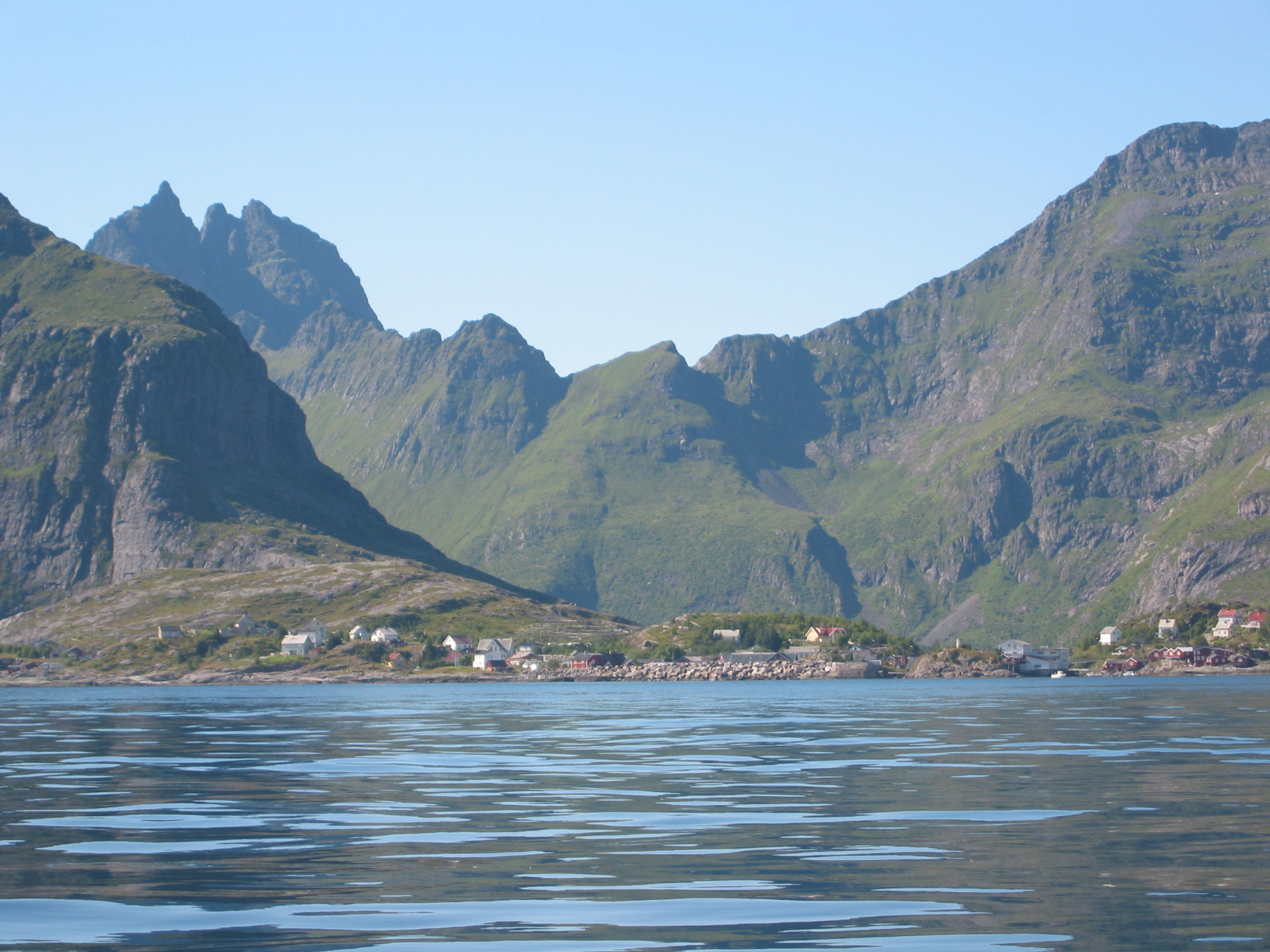
Cerca de Å, Moskenes
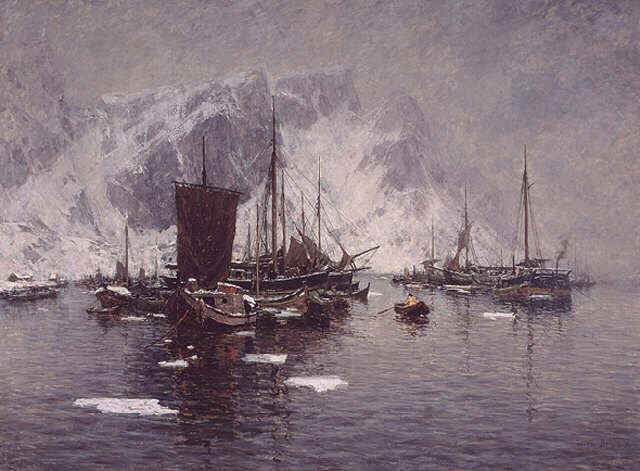
Fiskebåter ved Reine por Gunnar Berg.
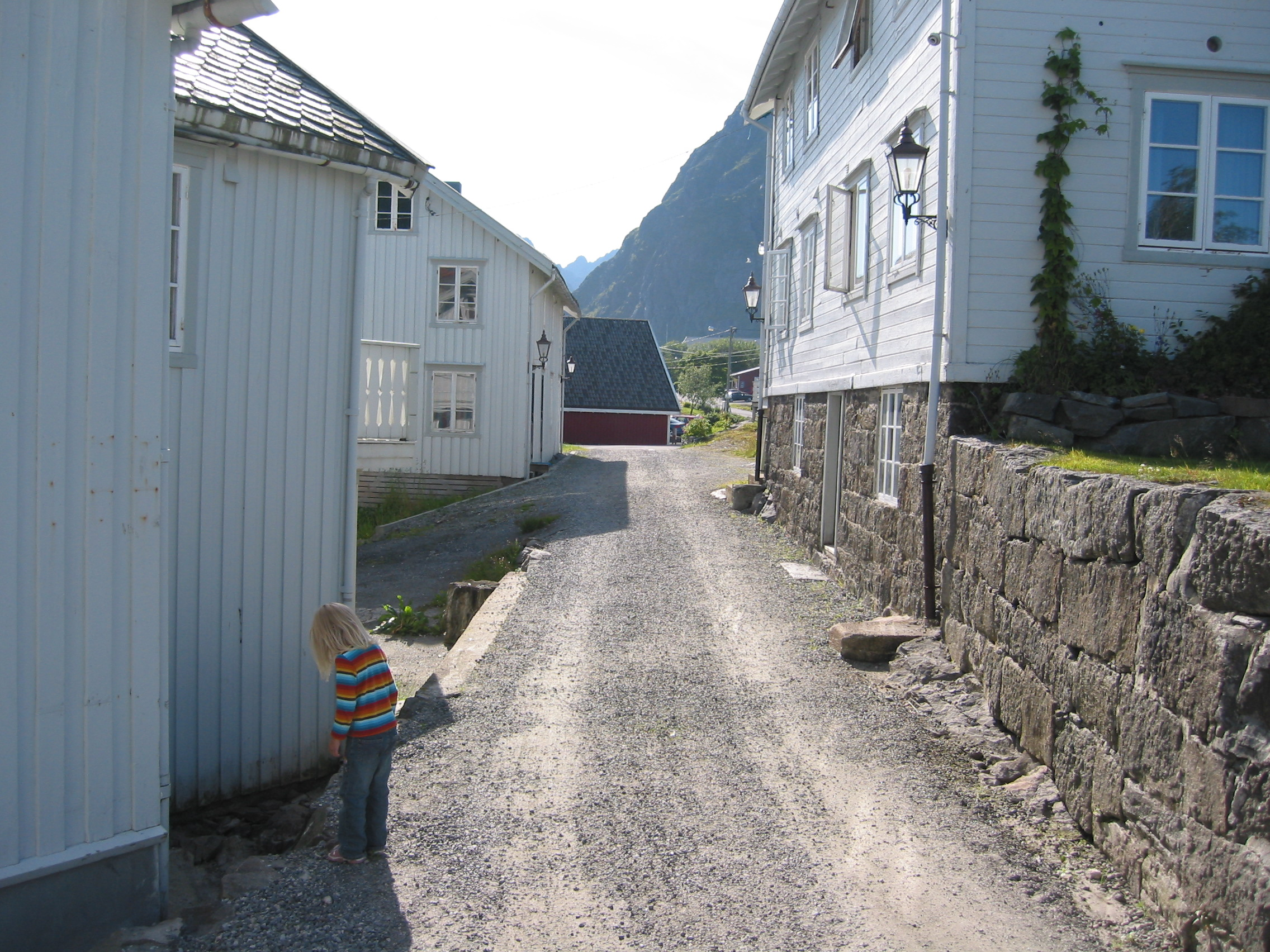
Sørvågen
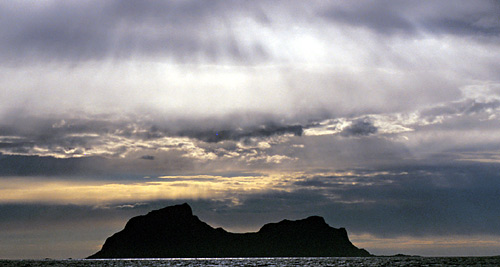
Oeste de Moskenes
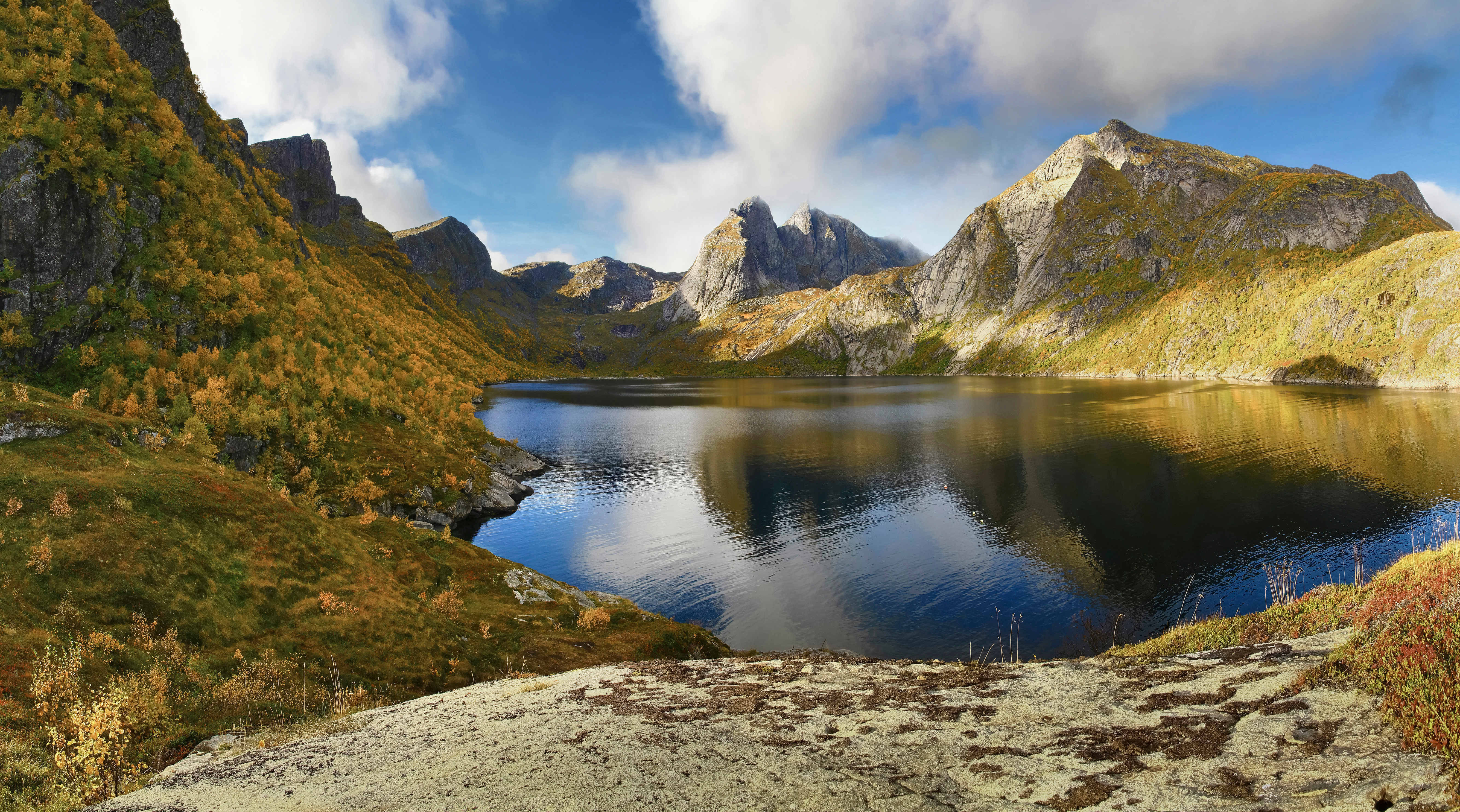
Djupfjorden